# Bajina Bašta
Bajina Bašta (serbisch-kyrillisch Бајина Башта; deutsch „Garten von Baja“) ist eine Kleinstadt im Okrug Zlatibor in Serbien mit 9148 (2011) Einwohnern. Die Stadt ist Sitz der nach ihr benannten Gemeinde.

## Geschichte

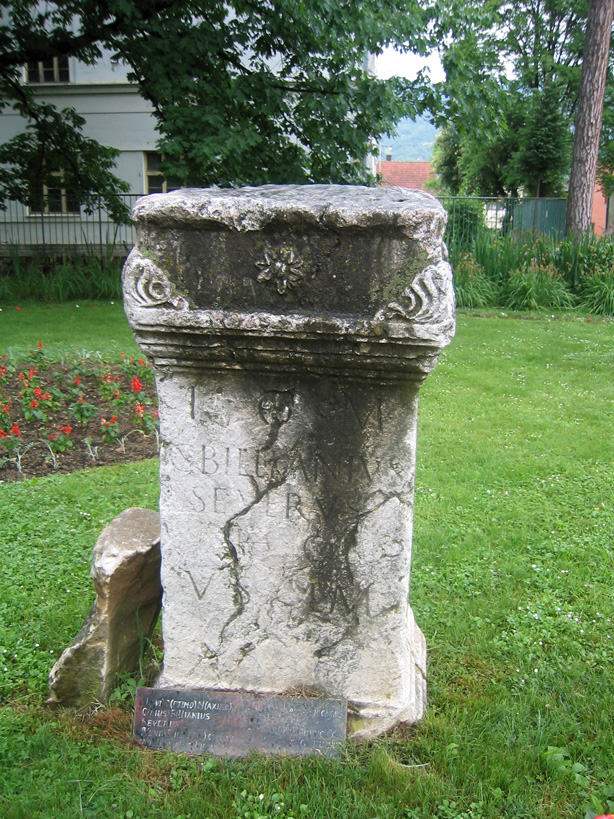
Reste römischer Ruinen in Bajina Bašta

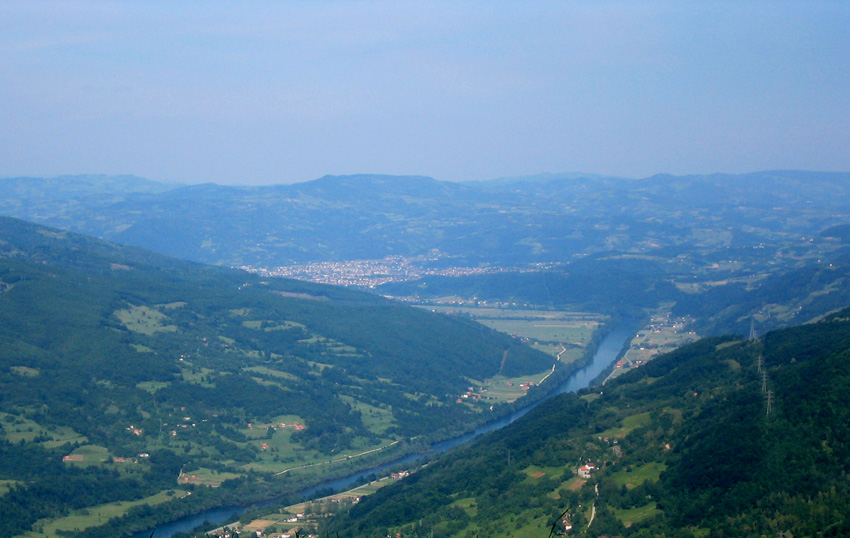
Drinatal mit Bajina Bašta

1834 wurde Bajina Bašta auf den Resten der Ortschaft Pljeskovo auf der rechten Seite des Flusses Drina, zwischen Rača und Pilica am Fuß des Tara-Gebirges errichtet. Sie liegt an der Grenze zu Bosnien.
Der Name Bajina Bašta stammt von den großen Obst- und Gemüsegärten des osmanischen Adligen Baja, die am Ufer des Flusses Pilica bewirtschaftet wurden. 1858 wurde die Stadt administratives Zentrum der Gemeinde Rača. Am 15. September 1872, gab Prinz Milan Obrenović IV. per Dekret Bajina Bašta den Status einer Stadt. Um den Warenaustausch zwischen Serbien und Bosnien zu erleichtern, wurde 1880 die erste Grenzstation bei Skelani eröffnet.

## Sehenswürdigkeiten
1966 wurde ein Wasserkraftwerk am Perućacsee (serb./bosn. Perućačko jezero oder Перућачко језеро) etwa zehn Kilometer westlich der Stadt erbaut. Es ist das zweitgrößte Wasserkraftwerk in Serbien nach dem bei Đerdap an der Donau.
In der Nähe liegt das bekannte Kloster Rača aus dem 13. Jahrhundert.

## Persönlichkeiten
- Die britische Suffragette Evelina Haverfield ist in Bajina Bašta beerdigt.
- Die Fußballspieler und -trainer Gebrüder Miloš Milutinović, Milorad Milutinović und Bora Milutinović wurden in Bajina Bašta geboren.
- Svetislav Basara (geb. 1953), serbischer Schriftsteller
- Nikola Sarić (geb. 1985), Künstler
- Božidar Marković (* 1993), Hochspringer